# 36番街駅
36番街駅 (36ばんがいえき、英語: 36th Avenue) はニューヨーク市地下鉄BMTアストリア線の駅である。クイーンズ区アストリアの36番街と31丁目交差点に位置している。N系統が終日、W系統が平日に停車している。

## 駅構造
| P ホーム階 | 相対式ホーム、右側扉が開く | 相対式ホーム、右側扉が開く                                                                                                 |
| P ホーム階 | 南行緩行線                 | ← コニー・アイランド-スティルウェル・アベニュー駅行き（39番街駅） ← 平日のみ：ホワイトホール・ストリート駅行き（39番街駅） |
| P ホーム階 | 混雑方向急行線             | ← 定期列車なし |
| P ホーム階 | 北行緩行線                 | → アストリア-ディトマース・ブールバード駅行き（ブロードウェイ駅）→                                                         |
| P ホーム階 | 相対式ホーム、右側扉が開く | |
| M          | 改札階                     | 改札口、駅員詰所、メトロカード自動券売機                                                                                   |
| G          | 地上階                     | 出入口 |

当駅は1917年2月1日にIRTの駅として開業したが、この時はBRT(BMTの前身)と共同運行していた。現在の当駅は相対式ホーム2面3線の駅で、中央の急行線は2002年以降未使用となっている。
2017年10月23日から2018年6月21日まで当駅は休止され、全面的な大規模改修工事を行った。この際にUSBステーション、Wi-fi、地図などの設置や壁面、床材の改修が行われ、工事は2017年4月14日に締結された契約のもとスカンスカ社によって行われた。2018年6月22日に通常営業に戻った。

### 出口
当駅の改札は1か所のみである。また、地上からの出入口は36番街と31丁目交差点のうち北東を除く全箇所に設けられている。